# Charles Vanderstappen (football)
Pour les articles homonymes, voir Vanderstappen.
Charles Vanderstappen est un footballeur belge né le 28 mars 1884 à Saint-Gilles et mort en mars 1962 à Uccle,.
Il a été attaquant avant la Première Guerre mondiale à l'Union Saint-Gilloise. Il évoluait extérieur gauche. Avec ses frères, Joseph, gardien de but et Gustave, avant-centre et capitaine, il a fait partie de la première équipe de l'Union, dès 1897. 
Il a joué cinq fois avec l'équipe de Belgique dont le premier match officiel le 1er mai 1904, à Bruxelles contre la France (3-3).

## Palmarès
- International belge A de 1904 à 1907 (5 sélections)
- Champion de Belgique en 1904, 1905, 1906, 1907, 1909 et 1910  avec l'Union Saint-Gilloise
- Vice-champion de Belgique en 1903 et 1908 avec l'Union Saint-Gilloise
- Champion de Belgique D2 en 1901 avec l'Union Saint-Gilloise